# Cristești (Botoșani)
Cristești is een Roemeense gemeente in het district Botoșani.
Cristești telt 4843 inwoners.